# Plaque Scotia
Pour les articles homonymes, voir Scotia (homonymie).
La plaque Scotia (ou plus rarement plaque écossaise) est une plaque tectonique mineure de la lithosphère de la planète Terre. Sa superficie est de 0,041 9 stéradians. On y associe généralement la plaque des Sandwich.
Elle couvre le Sud-Ouest de l'océan Atlantique dont le Sud de la Terre de Feu mais sans la Géorgie du Sud, les îles Sandwich du Sud et les Shetland du Sud.
La plaque Scotia est en contact avec les plaques sud-américaine, des Shetland, antarctique et des Sandwich.
Ses frontières avec les autres plaques sont notamment formées de la fosse du Pérou et Chili sur la côte pacifique de l'Amérique du Sud.
Le déplacement de la plaque Scotia se fait vers l'ouest ou encore à une vitesse de rotation de 0,651 6° par million d'années selon un pôle eulérien situé à 48° 63′ de latitude Nord et 81° 45′ de longitude Ouest (référentiel : plaque pacifique).